# Залесе (Білостоцький повіт)
Залесе (пол. Zalesie) — село в Польщі, у гміні Добжинево-Дуже Білостоцького повіту Підляського воєводства.
Населення — 114 осіб (2011).
У 1975-1998 роках село належало до Білостоцького воєводства.

## Демографія
Демографічна структура станом на 31 березня 2011 року:
|          | Загалом | Допрацездатний вік | Працездатний вік | Постпрацездатний вік |
| -------- | ------- | ------------------ | ---------------- | -------------------- |
| Чоловіки | 57      | 13                 | 40               | 4                    |
| Жінки    | 57      | 8                  | 34               | 15                   |
| Разом    | 114     | 21                 | 74               | 19                   |